# Немет, Йенё
Йенё Немет (венг. Németh Jenő; 1902 — ?) — венгерский борец греко-римского стиля, чемпион Европы.
Родился в 1902 году в Будапеште. В 1924 году, принял участие в Олимпийских играх в Париже, но неудачно. В 1925 году стал чемпионом Европы.